# Европско првенство у одбојци за жене 1949.
Европско првенство у одбојци за жене 1949. је било 1. по реду Европско првенство које се од 10. до 18. септембра одржавало у Чехословачкој. Шампион је постала репрезентација СССР-а.

## Учесници
На Европском првенству је учествовало 7 репрезентација.
- -  Чехословачка
  -  Француска
  -  Мађарска
  -  Холандија
  -  Совјетски Савез
  -  Румунија
  -  Пољска

## Бергеров систем

### Група
| Бр | Репрезентација  | Утакмице | Утакмице | Утакмице | Сетови | Сетови   | Сетови       | Поени      | Поени      | Поени         | Бодови |
| Бр | Репрезентација  | играли   | добили   | изгубили | добили | изгубили | Сет Количник | пос. поени | изг. поени | Поен количник | Бодови |
| -- | --------------- | -------- | -------- | -------- | ------ | -------- | ------------ | ---------- | ---------- | ------------- | ------ |
| 1  | Совјетски Савез | 6        | 6        | 0        | 18     | 0        | МАХ          | 271        | 78         | 3,474         | 12     |
| 2  | Чехословачка    | 6        | 5        | 1        | 15     | 3        | 5,000        | 261        | 129        | 2,023         | 11     |
| 3  | Пољска          | 6        | 4        | 2        | 12     | 6        | 2.000        | 240        | 166        | 1,446         | 10     |
| 4  | Румунија        | 6        | 3        | 3        | 9      | 11       | 0,818        | 200        | 222        | 0,900         | 9      |
| 5  | Француска       | 6        | 2        | 4        | 7      | 13       | 0,538        | 187        | 233        | 0,803         | 8      |
| 6  | Мађарска        | 6        | 1        | 5        | 5      | 15       | 0,333        | 156        | 261        | 0,597         | 7      |
| 7  | Холандија       | 6        | 0        | 6        | 0      | 18       | 0,000        | 58         | 270        | 0,215         | 6      |

| 2° место Чехословачка | Победник Европског првенства у одбојци за жене 1952. СССР 1° титула | 3° место Пољска |